# Alison Herst
Alison Herst, później przez pewien czas Jackson (ur. 7 marca 1971 w Toronto) – kanadyjska i włoska kajakarka, mistrzyni świata, dwukrotna olimpijka.

## Kariera sportowa
Startując w reprezentacji Kanady zajęła 8. miejsce w wyścigu kajaków czwórek (K-4) na dystansie 500 metrów na mistrzostwach świata w 1990 w Poznaniu a na mistrzostwach świata w 1991 w Paryżu zajęła w tej konkurencji 6. miejsce. Na igrzyskach olimpijskich w 1992 w Barcelonie zajęła na dystansie 500 metrów 5. miejsce w konkurencji dwójek i 6. miejsce w konkurencji czwórek. Zajęła 4. miejsca w wyścigach dwójek i czwórek na 500 metrów oraz nie ukończyła wyścigu dwójek na 5000 metrów na mistrzostwach świata w 1993 w Kopenhadze.
Zdobyła brązowy medal w wyścigu czwórek (w osadzie z Caroline Brunet, Klarą MacAskill i Corriną Kennedy), a także zajęła 4. miejsce w wyścigu dwójek na 500 metrów, 5. miejsce w wyścigu dwójek na 200 metrów i 6. miejsce w wyścigu czwórek na 500 metrów na mistrzostwach świata w 1994 w Meksyku.
Zwyciężyła wraz z Brunet, Kennedy i Marie-Josée Gibeau w konkurencji czwórek na 200 metrów, a na dystansie 500 metrów zajęła  5. miejsce w konkurencji dwójek i 6. miejsce w konkurencji czwórek na mistrzostwach świata w 1995 w Duisburgu. Zajęła 5. miejsce w wyścigu czwórek na 500 metrów  na igrzyskach olimpijskich w 1996 w Atlancie. 
Od 1996, po wyjściu za mąż mieszkała przez 5 lat we Włoszech. Na mistrzostwach świata w 1998 w Segedynie startowała w reprezentacji Włoch. W konkurencji dwójek zajęła 5. miejsce na 1000 metrów i 9. miejsca na 200 metrów i na 500 metrów. W 2001 powróciła do Kanady.